# The Guardian (2006)

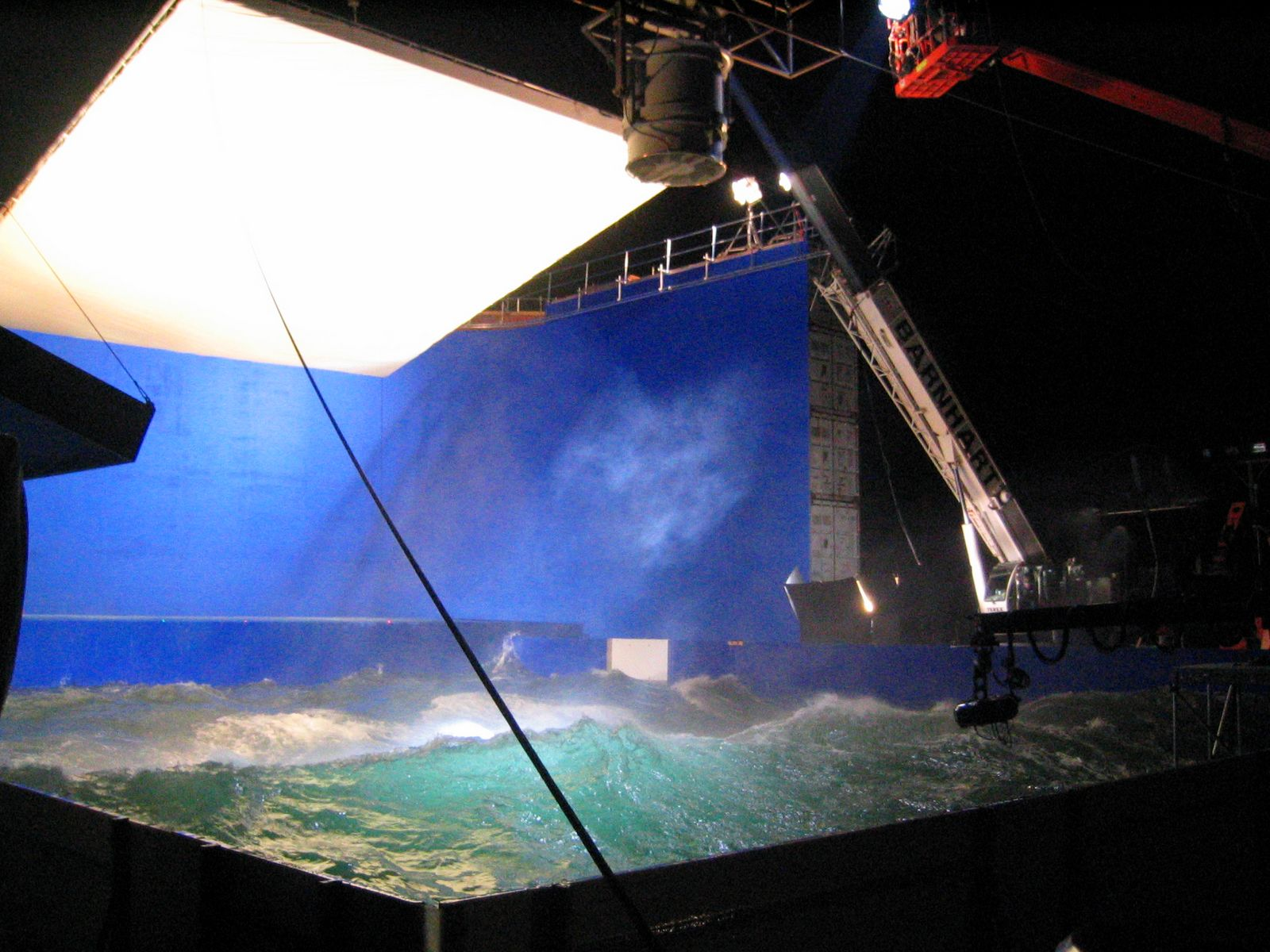
Golfslagbad op de set van The Guardian

The Guardian is een film uit 2006 met in de hoofdrollen Kevin Costner en Ashton Kutcher. De film werd geregisseerd door Andrew Davis en ging op 29 september in première. Het verhaal gaat over de kustwacht uit de Verenigde Staten en hun Aviation Survival Technician (AST)-programma.

## Verhaal
De film vertelt het verhaal van Ben Randall (Kevin Costner) en Jake Fischer (Ashton Kutcher) tijdens het AST-programma van de kustwacht. Ben Randall is de beste reddingszwemmer die er is. Hij heeft alleen een probleem met zich aan de regels houden. Jake Fischer is een getalenteerde zwemmer, die op zijn middelbare school de beste was.
Nadat bij een tragisch ongeluk alle leden van het reddingsteam van Randall om het leven zijn gekomen, wordt hij verplicht om leraar te worden op de school voor Coast Guard Rescue Swimmers. Daar ontdekt hij al snel het grote zwemtalent van Jake.
Jake heeft echter meer interesse in zichzelf dan in het redden van mensenlevens. Om daar verandering in te brengen neemt Randall hem mee naar Alaska voor een loodzware training.
Op het einde kregen ze weer een loodzware training. Dit keer voor het echt, ze moesten een groep van vier mensen redden en de kapitein zat vast. Jake wilde de kapitein niet opgeven en bleef samen met hem in het schip. De reddingshelikopter vloog weg en een nieuwe helikopter kwam ter plaatse, met Ben Randall aan boord. Toen Ben Jake redde bleek de kapitein dood en ze gingen samen de helikopter in. Toen het touw begon te rafelen besloot Ben dat het genoeg is geweest en Jake het maar verder moest doen. Ben liet los en viel van dertig meter op een wilde zee. Hij was op slag dood.
Sindsdien hebben geredde mensen het idee dat ze beschermd zijn door een "hoeder" die ze inspreekt wat ze moeten doen als ze in de zee liggen. Jake weet dat dit Ben is.